# Pseudantechinus woolleyae
El falso antequino de Woolley (Pseudantechinus woolleyae) es una especie de marsupial dasiuromorfo de la familia Dasyuridae que habita desde la región de Pilbara hacia el sur, en Australia Occidental.

## Distribución
Desde la región de Pilbara hacia el sur, en Australia Occidental.